# Contea di Tongde
La contea di Tongde (同德县S, Tóngdé XiànP) è una contea della Cina, situata nella provincia di Qinghai e amministrata dalla prefettura autonoma tibetana di Hainan.